# مریخ ۶
مریخ ۶ (روسی: Марс-۶) که با نام 3MP No.50P نیز شناخته می‌شود، یک فضاپیمای شوروی بود که برای کاوش مریخ به فضا پرتاب شد. یک فضاپیمای اتوبوس ۳ مگاپیکسلی که به عنوان بخشی از برنامه مریخ به فضا پرتاب شد، شامل یک فرودگر و یک پایه جانبی با ابزارهایی برای مطالعه مریخ در حین پرواز بود.

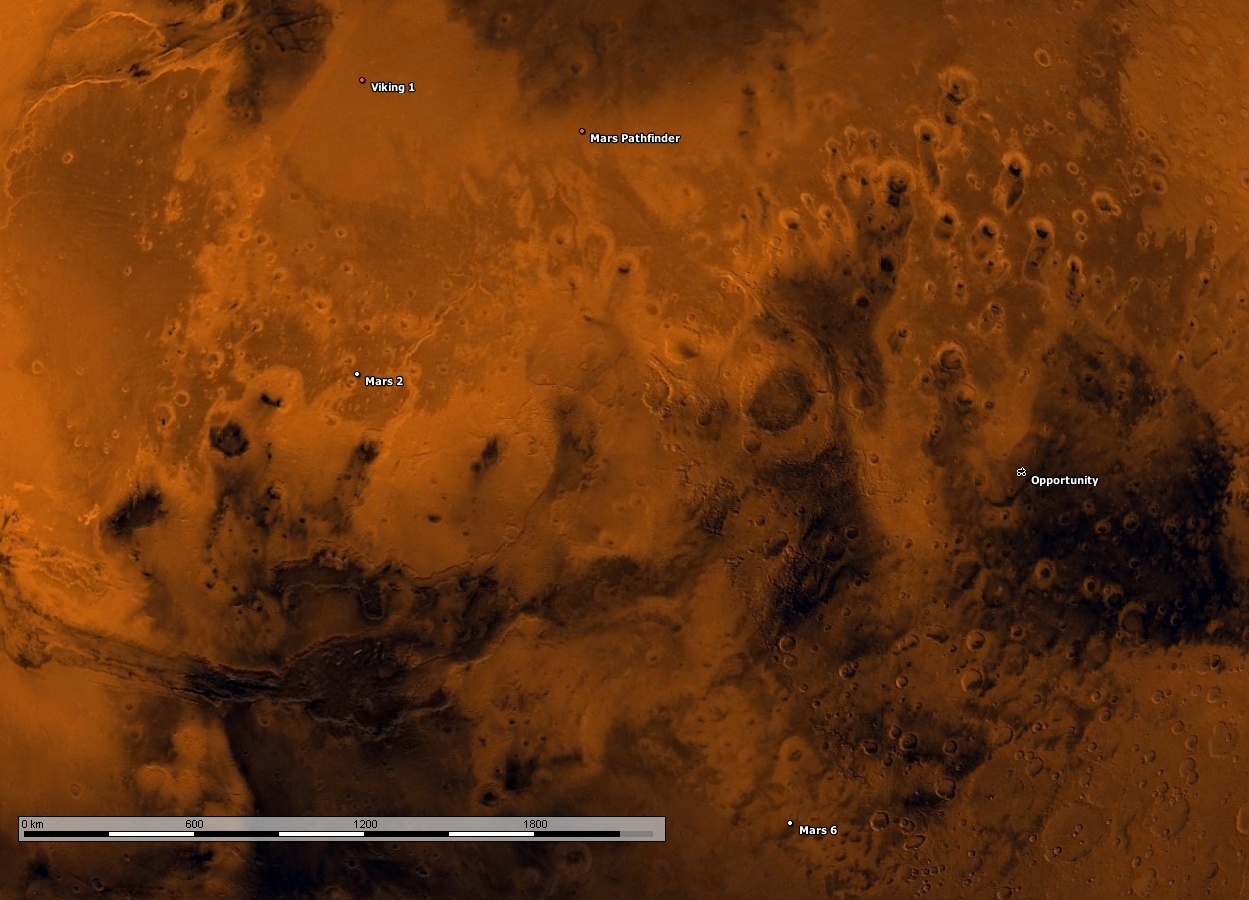
نقشه سیاره مریخ، نشان دهنده مکان‌های وایکینگ ۱، مریخ ۲، رهیاب مریخ، فرصت و مریخ ۶ (مرکز پایین تصویر، نزدیک نوار مقیاس).